# Ben Skowronek
Bennett William Skowronek (Fort Wayne, Indiana, 27 de junio de 1997), más conocido como Ben Skowronek, es un jugador profesional estadounidense de fútbol americano que se desempeña en la posición de wide receiver en Houston Texans, equipo de la National Football League (NFL).

## Carrera
Fue seleccionado en la séptima ronda en la Reunión Anual de Selección de Jugadores de la NFL de 2021. Hizo su debut profesional con el equipo Los Angeles Rams, donde jugó tres temporadas, en 2024 pasó a Houston Texans.